# Edmond Hédouin
Pierre Edmond Alexandre Hédouin, född den 16 juli 1820 i Boulogne-sur-Mer, död den 12 januari 1889 i Paris, var en fransk målare och gravör.
Hédouin var lärjunge till Nanteuil och Delaroche, men ägnade sig uteslutande åt landskap och genre, helst skildringar av lantfolkets liv. Dit hör Axplockerskor, överraskade av stormen (Luxembourgmuseet). Vidare återgav Hédouin med stor framgång scener ur Spaniens folkliv och från norra Afrika. Han målade porträttmedaljonger i Théâtre français foajé och utförde dekorativa väggmålningar i Palais royal. Slutligen var Hédouin en utmärkt etsare och illustrerade i gravyr en mängd arbeten, såsom Manon Lescaut, Sentimental journey med flera, samt utförde porträtt, av bland andra Nanteuil och Ivan Turgenjev.